# Głębokie Południe

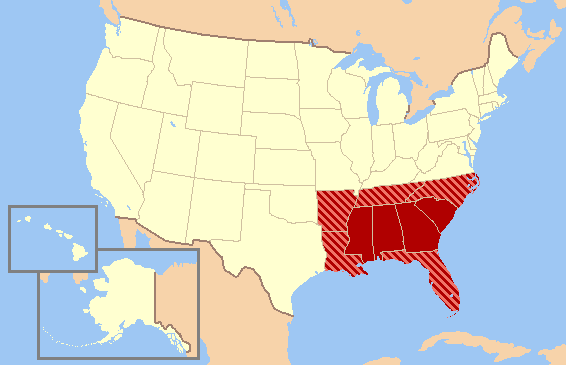
Mapa „Głębokiego Południa”

Głębokie Południe, Ciemne Południe (ang. Deep South) – określenie południowo-wschodniej części Stanów Zjednoczonych. Nazwa ta ma korzenie nie tylko geograficzne, ale i kulturowo-historyczne.
Do tego regionu należą, wedle różnych klasyfikacji, następujące stany:
- Alabama, Floryda, Georgia, Karolina Południowa, Luizjana i Missisipi (sześć stanów założycielskich Skonfederowanych Stanów Ameryki)
- Alabama, Floryda, Georgia, Luizjana i Missisipi (według Dictionary of Cultural Literacy)
- Alabama, Arkansas, Luizjana i Missisipi (według National Endowment for the Humanities)

Czasami, aczkolwiek znacznie rzadziej, do Głębokiego Południa zalicza się też Karolinę Północną i Tennessee.
Z jednej strony region ten ma, w pewnym sensie zasłużoną, opinię najbardziej konserwatywnej części USA. Wszystkie z wymienionych stanów należały do Konfederacji. Tutaj też miały miejsce najsilniejsze napięcia rasowe i aktywność Ku Klux Klanu (notabene założony w Tennessee). Wielu uznaje też Głębokie Południe za region największego fundamentalizmu religijnego. Wprawdzie pochodzi stąd wielu wpływowych liberałów amerykańskich (np. Jimmy Carter, Bill Clinton czy Al Gore), ale to samo można powiedzieć o konserwatystach (Strom Thurmond, George Wallace, Jesse Helms). Z Głębokiego Południa wywodził się także największy bojownik o prawa Afroamerykanów – Martin Luther King.
Kiedyś bastion niepodzielnych wpływów Partii Demokratycznej (do tego stopnia, iż wyborami były tam de facto prawybory Partii Demokratycznej, jako że Republikanie nie wystawiali zazwyczaj nawet kontrkandydata) od czasu wyborów prezydenckich w roku 1964 zaczął stopniowo przechodzić w ręce Partii Republikańskiej, proces ten trwał dość długo, jako że jeszcze przez wiele lat stany południowe wybierały do Izby Reprezentantów i Kongresu konserwatywnych demokratów, takich jak James Eastland, John C. Stennis, Richard Russell, Allen Ellender czy J. William Fulbright (przykładowo pierwszy republikański senator z Luizjany został wybrany dopiero w 2004 roku – wszyscy poprzedni byli demokratami).